# 石後
石後（？—1460年），明朝官員，進士出身。其叔祖為石亨。

## 生平
天順元年（1457年），登進士，常為石亨出謀劃策。天順三年，錦衣衛指揮逯杲上奏石亨因怨，與其從孫石後製造謠言，蓄養無賴，專伺朝廷動靜，準備謀反。廷臣均稱不可輕恕。於是命石亨下詔獄，石後伏誅。

## 轶事
天順元年，石後與閣臣許彬之子許起同登進士，時人有詩諷刺曰：「閣老賢郎真慷慨，總兵令侄獨軒昂」。